# (RS)-norcoclaurina 6-O-metiltransferasi
La (RS)-norcoclaurina 6-O-metiltransferasi è un enzima appartenente alla classe delle transferasi, che catalizza la seguente reazione:
S-adenosil-L-metionina + (RS)-norcoclaurina ⇄ S-adenosil-L-omocisteina + (RS)-coclaurina
L'enzima catalizza la 6-O-metilazione della (RS)-norlaudanosolina per formare la 6-O-metil-norlaudanosolina, ma questo alcaloide non si trova nelle piante.